# Grgur Bizanti
Grgur Bizanti (Kotor, oko 1720. — Kotor, oko 1790.), hrvatski pisac i pjesnik iz Crne Gore. Pisao je prozu i stihove na talijanskome i latinskome, ostavio rukopisnu zbirku stihova, koja je danas izgubljena. Bio je svećenik i povjesničar. Bavio se domaćom poviješću.
Iz obitelji Bizanti, plemićke obitelji Hrvata iz Kotora.
O ovom članu plemićke obitelji Bizanti postoje šture vijesti. Navodi se da je filozofsko-teološke studije svršio u Padovi. Potom je neko vrijeme živio u Mlecima i ondje ga je sumještanin Tripo Vraćen, tajnik i državni savjetnik Mletačke Republike, angažirao da sastavi diplomatski elaborat, koji je Republika uputila papi Benediktu XIV. Zainteresiravši se za Grgura, papa mu je ponudio ispražnjeno mjesto kotorskoga biskupa (vjerojatno 1744.), što on, iz skromnosti – kako ističu stariji pisci – nije prihvatio. — Spominje se da je zarana, već za padovanskih studija, pisao stihove i prozu. Od njegovih uopćeno spominjanih radova na latinskom i talijanskom jeziku pronašao je U. Raffaelli autografsku zbirku stihova raznolike tematike i versifikacije. Ona je, među ostalim, sadržavala epigram i sonet posvećen vojskovođi Angelu Emu i njegovoj uspješnoj ekspediciji protiv sjevernoafričkih gusara (1784. – 1789.), epigram u čast generalnoga providura Dalmacije (1786. – 1789.) Angela IV Memma, šest pohvalbenih nabožnih pjesmica i dr. Iz te, danas izgubljene zbirke, objavio je Raffaelli jednu elegiju, upućenu Grgurevu suvremeniku Peraštaninu Andriji Baloviću (La Dalmazia, 1846, 19). Ponajviše se spominje kao priređivač i izdavač nove (treće) prerađene verzije časoslova Officium sanctissimi Triphonis martyris, civitatis Catherensis patroni (Venecija 1783. i Split 1901), posvećena kotorskomu crkvenom zaštitniku. Tome molitveniku dodao je Grgur nekoliko svojih pjesama među kojima je svojedobno bila vrlo popularna L’inno sacro a S. Trifone s početnim stihom »Inclytum Christi celebremus hymnis«. — Bavio se i domaćom poviješću, što se vidi iz njegove klasičnim stilom pisane korespondencije. Uživao je glas erudita i dobra latinskog pjesnika koji je pisao po uzoru na klasičnu rimsku literaturu.
LIT.: Franjo Marija Appendini: Memorie spettanti ad alcuni uomini illustri di Cattaro. Dubrovnik 1811, 17–18. — Urbano Raffaelli (U. R.): Cenni intorno alcuni individui della famiglia Bisanti di Cattaro. Gregorio Bisanti. La Dalmazia, 2(1846) 19, str. 147–149. — Šime Ljubić: Dizionario biografico degli uomini illustri della Dalmazia. Beč 1856. — Josip Gelčić: Memorie storiche sulle Boche di Cattaro. Zadar 1880, 196.